# کهنه حمام بام
کهنه حمام بام مربوط به دوره قاجار است و در شهرستان اسفراین، بخش بام وصفی آباد، دهستان بام، روستای بام، روبروی خانه غلامحسین آرام واقع شده و این اثر در تاریخ ۲۵ آبان ۱۳۸۷ با شمارهٔ ثبت ۲۳۸۷۰ به‌عنوان یکی از آثار ملی ایران به ثبت رسیده‌است.